# Zaragoza, Ixtacamaxtitlán
Zaragoza är en ort i Mexiko.   Den ligger i kommunen Ixtacamaxtitlán och delstaten Puebla, i den sydöstra delen av landet, 140 km öster om huvudstaden Mexico City. Zaragoza ligger 2 347 meter över havet och antalet invånare är 419.
Terrängen runt Zaragoza är huvudsakligen lite bergig. Zaragoza ligger nere i en dal. Runt Zaragoza är det ganska tätbefolkat, med 65 invånare per kvadratkilometer. Närmaste större samhälle är Libres, 16,7 km sydost om Zaragoza. I omgivningarna runt Zaragoza växer huvudsakligen savannskog.